# 太宰府郵便局
太宰府郵便局（だざいふゆうびんきょく）は、福岡県太宰府市にある郵便局。民営化前の分類では集配普通郵便局であった（現在は集配機能を廃止）。局番号は74023。

## 概要
住所：〒818-0125 福岡県太宰府市五条2-2-10

## 沿革
- 1872年10月3日（明治5年9月1日） - 宰府（ざいふ）郵便取扱所として開設[1]。
- 1875年（明治8年）1月1日 - 宰府郵便局（五等）となる。
- 1881年（明治14年）5月20日 - 太宰府郵便局に改称。
- 1885年（明治18年）5月1日 - 貯金取扱を開始。
- 1892年（明治25年）2月1日 - 為替取扱を開始。
- 1907年（昭和40年）3月31日 - 電話交換事務を二日市電報電話局に移管[2]。
- 1967年（昭和42年）2月26日 - 和文電報配達事務を二日市電報電話局に移管。
- 1975年（昭和50年）2月1日 - 特定郵便局から普通郵便局に局種別改定[3]。
- 1998年（平成10年）9月1日 - 外国通貨の両替および旅行小切手の売買に関する業務取扱を開始。
- 2007年（平成19年）10月1日 - 民営化に伴い、併設された郵便事業太宰府支店に一部業務を移管。
- 2012年（平成24年）10月1日 - 日本郵便株式会社発足に伴い、郵便事業太宰府支店を太宰府郵便局に統合。
- 2017年（平成29年）2月20日 - 郵便事業合理化の一環として筑紫野郵便局に太宰府市内全域における郵便物の配達・取集業務を移管し、ゆうゆう窓口を廃止。郵便局専用番号（〒818-0199）も廃止された[4]。

## 取扱内容
- 郵便、印紙、ゆうパック、内容証明
- 貯金、為替、振替、振込、国際送金、国債、投資信託
- 生命保険、バイク自賠責保険、自動車保険
- ゆうちょ銀行ATM

## 周辺
- 太宰府天満宮
- 観世音寺
- 太宰府市役所
- 福岡国際大学
- 福岡女子短期大学

## アクセス
- 西鉄太宰府線 西鉄五条駅から徒歩約6分
- 西鉄バス 五条停留所下車
- 九州自動車道 太宰府ICおよび福岡高速2号線 水城出入口から南東へ約4.5km
- 駐車場あり：16台